# Cyphellostereum
Cyphellostereum D.A. Reid (łopateczka) – rodzaj grzybów z klasy pieczarniaków (Agaricomycetes).

## Charakterystyka
Grzyby kortycjoidalne o bazydiokarpie watowatym, nietypowym, z prymitywnym trzonem, ale często niepozornym. Hymenofor gładki. System strzępkowy monomityczny, strzępki bez sprzążek, cienkie, podobne do strzępek porostów. Cystyd brak. Podstawki maczugowate z 4-sterygmami, i prostą przegrodą u podstawy. Bazydiospory szeroko elipsoidalne lub prawie kuliste, szkliste, gładkie, cienkościenne, nieamyloidalne.
Cyphellostereum charakteryzuje się wiotkim, wodnistym owocnikiem i brakiem cystyd.

## Systematyka i nazewnictwo
Pozycja w klasyfikacji według Index Fungorum: Hygrophoraceae, Incertae sedis, Incertae sedis, Agaricomycetes, Agaricomycotina, Basidiomycota, Fungi.
Synonim naukowy: Stereophyllum P. Karst.
Polską nazwę nadał Franciszek Błoński w 1896 r., Stanisław Domański używał nazwy mszarnik.
Gatunki:
- Cyphellostereum bicolor Lücking & Timdal 2016
- Cyphellostereum brasiliense Ryvarden 2010
- Cyphellostereum galapagoense (Yánez, Dal-Forno & Bungartz) Dal-Forno, Bungartz & Lücking 2017
- Cyphellostereum georgianum Dal Forno, McMullin & Lücking 2019
- Cyphellostereum imperfectum Lücking, Barillas & Dal-Forno 2012
- Cyphellostereum indicum Nayaka & A. Debnath 2023
- Cyphellostereum jamesianum Dal Forno & Kaminsky 2019
- Cyphellostereum mucuyense V. Marcano 2022
- Cyphellostereum muscicola (Pat.) D.A. Reid 1965
- Cyphellostereum nitidum (Lücking) Lücking 2012
- Cyphellostereum phyllogenum (Müll. Arg.) Lücking, Dal-Forno & Lawrey 2013
- Cyphellostereum pusiolum (Berk. & M.A. Curtis) D.A. Reid 1965
- Cyphellostereum rivulorum (Berk. & M.A. Curtis) D.A. Reid 1965
- Cyphellostereum unoquinoum Dal-Forno, Bungartz & Lücking 2017
- Cyphellostereum ushimanum H. Masumoto & Degawa 2022

Nazwy naukowe na podstawie Index Fungorum.